# Rivoluzione cinese (1911)
La Rivoluzione cinese del 1911 (citata anche nella storiografia come Rivoluzione Hsinhai o, in misura minore, Rivoluzione Xinhai 辛亥革命S, Xīnhài GémìngP) fu il risultato della guerra civile che iniziò con la rivolta di Wuchang, il 10 ottobre 1911, e si concluse con l'abdicazione dell'imperatore Pu Yi il 12 febbraio 1912, permettendo l'ascesa di Sun Yat-sen alla presidenza della neo-proclamata Repubblica di Cina.

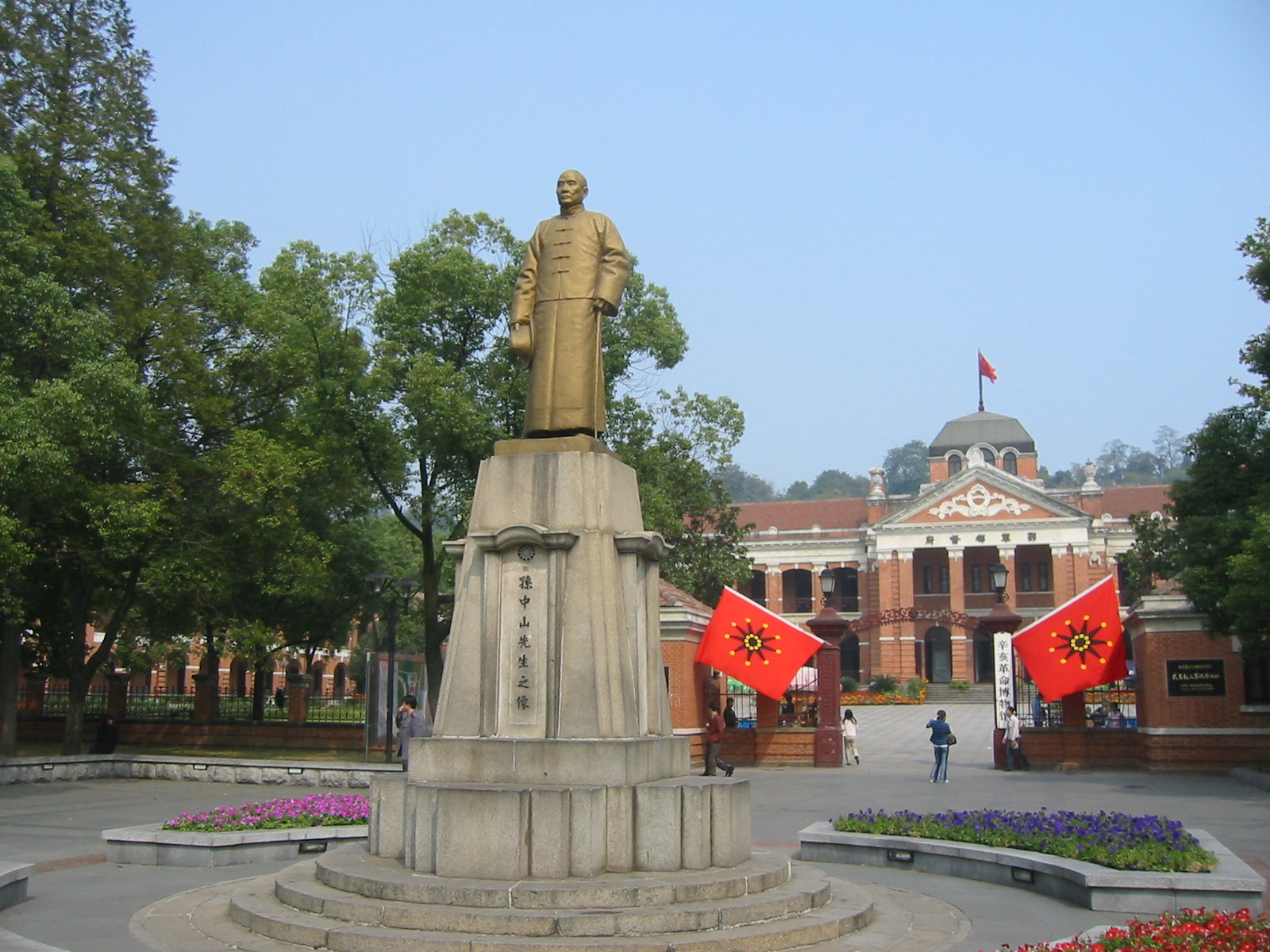
La statua di Sun Yat-sen a Wuchang

Le parti principali del conflitto sono state le forze imperiali della dinastia Qing (1644-1911), e le forze rivoluzionarie dell'Alleanza Rivoluzionaria Cinese. La rivoluzione è così chiamata perché il 1911 è un anno Xinhai nel ciclo sessagesimale del calendario cinese.

## Rivolte provinciali
Dopo il successo dell'insurrezione di Wuchang, molte altre proteste si verificarono in tutto il paese per vari motivi. Alcune rivolte dichiararono il ripristino (光復) del dominio cinese Han. Altre rivolte furono un passo verso l'indipendenza, e alcune furono proteste o ribellioni contro le autorità locali. Indipendentemente dal motivo della rivolta, il risultato fu che tutte le province del paese rinunciarono alla dinastia Qing e si unirono alla nuova Repubblica di Cina.

### Restaurazione di Changsha
Il 22 ottobre 1911, il Tongmenghui dello Hunan fu guidato da Jiao Dafeng (焦 達 嶧) e Chen Zuoxin (陳 作 新). Dirigevano un gruppo armato, costituito in parte da rivoluzionari di Hongjiang e in parte da unità di disertori del Nuovo Esercito, in una campagna per estendere la rivolta a Changsha. Catturarono la città e uccisero il generale imperiale locale. Quindi annunciarono l'istituzione del governo militare di Hunan nella Repubblica di Cina e annunciarono la loro opposizione all'Impero Qing.

### Rivolta dello Shaanxi
Lo stesso giorno, il Tongmenghui dello Shaanxi, guidato da Jing Dingcheng (景 定 成) e Qian Ding (錢 鼎) così come Jing Wumu (井 勿 幕) e altri tra cui il Gelaohui, lanciarono una rivolta e catturarono Xi'an dopo due giorni di lotta. La comunità musulmana Hui era divisa nel suo sostegno alla rivoluzione. Gli Hui musulmani dello Shaanxi sostenevano i rivoluzionari e gli Hui musulmani del Gansu sostenevano i Qing. I nativi musulmani Hui (maomettani) di Xi'an (provincia dello Shaanxi) si sono uniti ai rivoluzionari cinesi Han nel massacrare i Manciù. I nativi musulmani Hui della provincia di Gansu guidati dal generale Ma Anliang guidarono più di venti battaglioni di Hui, truppe musulmane per difendere gli imperiali Qing e attaccarono lo Shaanxi, detenuto dal rivoluzionario Zhang Fenghui (張鳳 翽). L'attacco ebbe successo, e dopo che arrivò la notizia che Pu Yi stava per abdicare, Ma accettò di unirsi alla nuova Repubblica. I rivoluzionari istituirono il "Governo militare di Qinlong Fuhan" e elessero Zhang Fenghui, membro della Società Yuanrizhi (原 日 知會), come nuovo governatore. Dopo la caduta del quartiere Manciù di Xi'an il 24 ottobre, le forze Xinhai uccisero tutti i Manciù in città, circa 20 000 Manciù furono uccisi nel massacro. Molti difensori dei Manciù si suicidarono, incluso il generale Qing Wenrui (文 瑞), che si gettò in un pozzo. Solo alcuni ricchi Manciù che furono riscattati e le femmine Manciù sopravvissero. I ricchi cinesi Han sequestrarono le ragazze Manciù per diventare loro schiave e le povere truppe cinesi Han sequestrarono le giovani donne Manciù come loro mogli. Le giovani Manciù furono anche sequestrate dai musulmani Hui di Xi'an durante il massacro e allevate come musulmane.

### Rivolta di Jiujiang
Il 23 ottobre, Lin Sen, Jiang Qun (蔣 群), Cai Hui (蔡蕙) e altri membri del Tongmenghui nella provincia del Jiangxi organizzarono una rivolta delle unità del Nuovo Esercito. Dopo aver ottenuto la vittoria, annunciarono la loro indipendenza. Fu quindi istituito il governo militare di Jiujiang.

### Rivolta di Shanxi-Taiyuan
Il 29 ottobre, Yan Xishan del Nuovo Esercito guidò una rivolta a Taiyuan, la capitale della provincia dello Shanxi, insieme a Yao Yijie (姚以價), Huang Guoliang (黃國梁), Wen Shouquan (溫壽泉), Li Chenglin (李成林), Zhang Shuzhi (張樹 幟) e Qiao Xi (喬 煦).
I ribelli a Taiyuan bombardarono le strade in cui risiedevano gli striscioni e uccisero tutti i Manciù. Riuscirono a uccidere il governatore Qing dello Shanxi, Lu Zhongqi (陸鍾琦). Annunciarono quindi l'istituzione del governo militare dello Shanxi con Yan Xishan come governatore militare. Yan Xishan sarebbe diventato in seguito uno dei signori della guerra che affliggevano la Cina durante quella che era conosciuta come il "periodo dei signori della guerra".

### Doppia Nona Rivolta di Kunming
Il 30 ottobre, Li Genyuan (李根源) del Tongmenghui nello Yunnan si unì a Cai E, Luo Peijin (羅佩 金), Tang Jiyao e altri ufficiali del Nuovo Esercito per lanciare la Doppia Nona Rivolta (重九 起義). Catturarono Kunming il giorno successivo e stabilirono il governo militare dello Yunnan, eleggendo Cai E come governatore militare.

### Restaurazione di Nanchang
Il 31 ottobre, il ramo di Nanchang del Tongmenghui guidò le unità del Nuovo Esercito in una rivolta di successo. Istituirono il governo militare del Jiangxi. Li Liejun fu eletto governatore militare. Li dichiarò indipendente il Jiangxi e lanciò una spedizione contro Yuan Shikai, ufficiale Qing.

### Rivolta di Shanghai
Il 3 novembre, il Tongmenghui di Shanghai, Guangfuhui e mercanti guidati da Chen Qimei (陳其美), Li Pingsu (李平 書), Zhang Chengyou (張承 槱), Li Yingshi (李英 石), Li Xiehe (李 燮 和) e Song Jiaoren organizzarono una ribellione armata a Shanghai. Ricevettero il sostegno di agenti di polizia locali. I ribelli catturarono l'officina Jiangnan il 4 e catturarono Shanghai poco dopo. L'8 novembre istituirono il governo militare di Shanghai ed elessero Chen Qimei come governatore militare. Alla fine sarebbe diventato uno dei fondatori della Repubblica di Cina e membro delle "quattro grandi famiglie", insieme ad alcune delle famiglie più famose dell'epoca.

### Rivolta del Guizhou
Il 4 novembre, Zhang Bailin (張百麟) del partito rivoluzionario del Guizhou guidò una rivolta insieme alle unità del Nuovo Esercito e agli studenti dell'Accademia militare. Catturarono immediatamente Guiyang e istituirono il governo militare del Grande Han Guizhou, eleggendo rispettivamente Yang Jincheng (楊 藎 誠) e Zhao Dequan (趙德 全) come capo e vice governatore.

### Rivolta dello Zhejiang
Sempre il 4 novembre, i rivoluzionari nello Zhejiang esortarono le unità del Nuovo Esercito a Hangzhou a lanciare una rivolta. Zhu Rui (朱瑞), Wu Siyu (吳思 豫), Lu Gongwang (吕 公 望) e altri membri del Nuovo Esercito catturarono il laboratorio di forniture militari. Altre unità, guidate da Chiang Kai-shek e Yin Zhirei (尹 銳 志), catturarono la maggior parte degli uffici governativi. Alla fine, Hangzhou era sotto il controllo dei rivoluzionari e il costituzionalista Tang Shouqian (湯壽潛) fu eletto governatore militare.

### Restaurazione del Jiangsu
Il 5 novembre, i costituzionalisti e la nobiltà del Jiangsu esortarono il governatore Qing Cheng Dequan (程 德 全) ad annunciare l'indipendenza e istituirono il governo militare rivoluzionario del Jiangsu con lo stesso Cheng come governatore. A differenza di alcune altre città, la violenza anti-Manciù iniziò dopo la restaurazione il 7 novembre a Zhenjiang. Il generale Qing Zaimu (載 穆) accettò di arrendersi, ma a causa di un malinteso, i rivoluzionari non erano consapevoli che la loro sicurezza era garantita. I quartieri dei Manciù furono saccheggiati e un numero sconosciuto di Manciù fu ucciso. Zaimu, sentendosi tradito, si suicidò. Questo è considerato come l'insurrezione di Zhenjiang (鎮江 起義).

### Rivolta dell'Anhui
I membri del Tongmenghui dell'Anhui lanciarono anche una rivolta quel giorno e assediarono il capoluogo di provincia. I costituzionalisti convinsero Zhu Jiabao (朱家 寶), il governatore Qing dell'Anhui, ad annunciare l'indipendenza.

### Rivolta del Guangxi
Il 7 novembre, il dipartimento politico del Guangxi decise di allontanarsi dal governo Qing, annunciando l'indipendenza del Guangxi. Il governatore Qing Shen Bingkun (沈 秉 堃) fu autorizzato a rimanere governatore, ma Lu Rongting sarebbe presto diventato il nuovo governatore. Lu Rongting sarebbe poi diventato famoso durante il periodo dei signori della guerra come uno dei signori locali, e i suoi banditi controllarono il Guangxi per più di un decennio. Sotto la guida di Huang Shaohong, lo studente di legge musulmano Bai Chongxi fu arruolato in un'unità per combattere come un rivoluzionario.

### Indipendenza del Fujian
A novembre, membri del ramo del Tongmenghui del Fujian, insieme a Sun Daoren (孫道仁) del Nuovo Esercito, lanciarono una rivolta contro l'esercito Qing. Il viceré Qing, Song Shou (松壽), si suicidò. L'11 novembre, l'intera provincia del Fujian dichiarò l'indipendenza. Fu istituito il governo militare del Fujian e Sun Daoren fu eletto governatore militare.

### Indipendenza del Guangdong
Verso la fine di ottobre, Chen Jiongming, Deng Keng (鄧 鏗), Peng Reihai (彭瑞海) e altri membri del Tongmenghui del Guangdong organizzarono milizie locali per lanciare la rivolta di Huazhou, Nanhai, Sunde e Sanshui nella provincia del Guangdong. L'8 novembre, dopo essere stato persuaso da Hu Hanmin, il generale Li Zhun (李 準) e Long Jiguang (龍 濟 光) della Marina del Guangdong accettarono di sostenere la rivoluzione. Il viceré Qing di Liangguang, Zhang Mingqi (張鳴岐), fu costretto a discutere con i rappresentanti locali una proposta per l'indipendenza del Guangdong. Decisero di annunciarlo il giorno successivo. Chen Jiongming catturò poi Huizhou. Il 9 novembre il Guangdong annunciò la sua indipendenza e istituì un governo militare. Elessero Hu Hanmin e Chen Jiongming come capo e vice governatore. È noto che Qiu Fengjia abbia contribuito a rendere più pacifica la dichiarazione di indipendenza. All'epoca non era noto se i rappresentanti delle colonie europee di Hong Kong e Macao sarebbero stati ceduti al nuovo governo.

### Indipendenza dello Shandong
Il 13 novembre, dopo essere stato persuaso dal rivoluzionario Din Weifen (丁 惟 汾) e da molti altri ufficiali del Nuovo Esercito, il governatore Qing dello Shandong, Sun Baoqi, accettò di secedere dal governo Qing e annunciò l'indipendenza dello Shandong.

### Rivolta di Ningxia
Il 17 novembre, Tongmenghui di Ningxia lanciò la rivolta di Ningxia (寧夏 會 黨 起義). I rivoluzionari mandarono Yu Youren a Zhangjiachuan per incontrare Ma Yuanzhang, maestro del Sufi di Dungan, per convincerlo a non sostenere i Qing. Tuttavia, Ma non voleva mettere in pericolo il suo rapporto con i Qing. Mandò la milizia musulmana del Gansu orientale sotto il comando di uno dei suoi figli per aiutare Ma Qi a schiacciare il Gelaohui del Ningxia. Tuttavia, il governo militare rivoluzionario di Ningxia fu istituito il 23 novembre. Alcuni dei rivoluzionari coinvolti includevano Huang Yue (黃 鉞) e Xiang Shen (向 燊), che riunirono le forze del Nuovo Esercito a Qinzhou (秦州).

### Indipendenza del Sichuan
Il 21 novembre Guang'an organizzò il grande governo militare settentrionale di Han Shu.
Il 22 novembre, Chengdu e Sichuan iniziarono a dichiarare l'indipendenza. Il 27 fu istituito il governo militare del Grande Han Sichuan, guidato dal rivoluzionario Pu Dianzun (蒲殿俊). Anche il funzionario Qing Duan Fang (端方) sarebbe stato ucciso.

### Rivolta di Nanchino
L'8 novembre, supportato dal Tongmenghui, Xu Shaozhen (徐紹楨) del Nuovo Esercito annunciò una rivolta nel Molin Pass (秣 陵 關), a 30 km (19 miglia) dalla città di Nanchino. Xu Shaozhen, Chen Qimei e altri generali decisero di formare un esercito unito sotto Xu per colpire insieme Nanchino. L'11 novembre, fu stabilito il quartier generale dell'esercito unito a Zhenjiang. Tra il 24 novembre e il 1º dicembre, sotto il comando di Xu Shaozhen, l'esercito unito catturò Wulongshan (烏龍 山), Mufushan (幕府 山), Yuhuatai (雨花 臺), Tianbao (天保 城) e molte altre roccaforti dell'esercito Qing. Il 2 dicembre, la città di Nanchino fu catturata dai rivoluzionari dopo la battaglia di Nanchino. Il 3 dicembre, il rivoluzionario Su Liangbi guidò le truppe in un massacro di un gran numero di Manciù (il numero esatto non è noto). Poco dopo fu arrestato e le sue truppe si sciolsero.

### Indipendenza tibetana
Nel 1905, i Qing mandarono Zhao Erfeng in Tibet per vendicarsi contro le ribellioni. Nel 1908, Zhao fu nominato residente imperiale a Lhasa. Zhao fu decapitato nel dicembre 1911 dalle forze repubblicane. La maggior parte dell'area che era storicamente conosciuta come Kham era ora rivendicata come distretto amministrativo dello Xikang, creato dai rivoluzionari repubblicani. Alla fine del 1912, le ultime truppe Manciù furono costrette a lasciare il Tibet attraverso l'India. Thubten Gyatso, il 13º Dalai Lama, tornò in Tibet nel gennaio del 1913 dal Sikkim, dove risiedeva. Quando il nuovo governo della Repubblica di Cina si scusò per le azioni di Qing e si offrì di riportare il Dalai Lama nella sua posizione precedente, rispose che non era interessato ai ranghi cinesi, che il Tibet non era mai stato subordinato alla Cina, che il Tibet era un paese indipendente e che stava assumendo la leadership spirituale e politica del Tibet. Per questo motivo, molti lessero questa risposta come una dichiarazione di indipendenza formale. La parte cinese ignorò la risposta e il Tibet fu libero trent'anni da interferenze dalla Cina.

### Indipendenza mongola
Alla fine del 1911, i mongoli agirono con una rivolta armata contro le autorità dei Manciù ma fallirono nel tentativo. Il movimento per l'indipendenza che ebbe luogo non si limitò alla Mongolia settentrionale (Esterna) ma fu anche un fenomeno pan-mongolo. Il 29 dicembre 1911, Bogd Khan divenne il capo dell'impero mongolo. La Mongolia Interna divenne un terreno conteso tra il Khan e la Repubblica. In generale, la Russia sostenne l'indipendenza della Mongolia Esterna (incluso Tannu Uriankhai) durante il periodo della Rivoluzione del 1911. Tibet e Mongolia si riconobbero poi l'un l'altro in un trattato.

### Rivolta di Dihua e Yili
Nello Xinjiang il 28 dicembre, Liu Xianzun (劉先俊) ed i rivoluzionari iniziarono la rivolta di Dihua (迪化起義). Questa era guidata da oltre 100 membri del Geilaohui. Questa rivolta fallì. Il 7 gennaio 1912 iniziò la rivolta di Yili (伊犁 起義) con Feng Temin (馮特 民). Il governatore Qing Yuan Dahua (袁 大化) fuggì e consegnò le sue dimissioni a Yang Zengxin, perché non poteva gestire la lotta contro i rivoluzionari.
La mattina dell'8 gennaio venne istituito un nuovo governo Yili per i rivoluzionari, ma i rivoluzionari sarebbero stati sconfitti a Jinghe a gennaio e febbraio. Alla fine a causa dell'abdicazione a venire, Yuan Shikai riconobbe il dominio di Yang Zengxin, lo nominò governatore dello Xinjiang e fece aderire la provincia alla Repubblica. Undici altri ex funzionari Qing sarebbero stati assassinati a Zhenxi, Karasahr, Aksu, Kucha, Luntai e Kashgar nell'aprile e nel maggio 1912.
I rivoluzionari stamparono un nuovo giornale multilingue.

### Rivolta di Taiwan
Nel 1911, il Tongmenghui mandò Luo Fu-xing (羅福 星) sull'Isola di Formosa (Taiwan) per strapparla al controllo giapponese. L'obiettivo era portare Taiwan nella Repubblica di Cina incitando alla rivolta di Taiwan (台灣 起義). Luo fu catturato e ucciso il 3 marzo 1914. Ciò che rimase fu noto come "incidente di Miaoli", (苗栗 事件) dove più di 1 000 taiwanesi furono giustiziati dalla polizia giapponese. Il sacrificio di Luo è commemorato a Miaoli.

## Cambio di governo

### Nord: ultimo tentativo di trasformazione della corte Qing
Il 1º novembre 1911, il governo Qing nominò Yuan Shikai come primo ministro del gabinetto imperiale, in sostituzione del principe Qing. Il 3 novembre, dopo una proposta di Cen Chunxuan del "Movimento della monarchia costituzionale" (立憲 運動), nel 1903, la corte Qing approvò i Diciannove articoli (憲法 重大 信條 十九 條), che trasformarono i Qing da un sistema autocratico con l'imperatore che aveva un potere illimitato per una monarchia costituzionale. Il 9 novembre, Huang Xing contattò Yuan Shikai e lo invitò a unirsi alla Repubblica. I cambi di corte erano troppo tardi e l'imperatore stava per dimettersi.

### Sud: governo di Nanchino
Il 28 novembre 1911, Wuchang e Hanyang erano tornati all'esercito Qing. Per sicurezza, i rivoluzionari convocarono la loro prima conferenza alla concessione britannica di Hankou il 30 novembre. Entro il 2 dicembre, le forze rivoluzionarie furono in grado di catturare Nanchino durante la rivolta; e i rivoluzionari decisero di renderlo il sito del nuovo governo provvisorio. A quel tempo, Pechino era ancora la capitale dei Qing.

### Conferenza Nord-Sud
Il 18 dicembre si tenne a Shanghai la Conferenza Nord-Sud (南北 議和) per discutere delle questioni relative al nord e al sud. Yuan Shikai scelse Tang Shaoyi come suo rappresentante. Tang lasciò Pechino per Wuhan per negoziare con i rivoluzionari. I rivoluzionari scelsero Wu Tingfang. Con l'intervento di sei potenze straniere, Regno Unito, Stati Uniti, Germania, Russia, Giappone e Francia, Tang Shaoyi e Wu Tingfang iniziarono a negoziare un accordo alla concessione britannica. L'uomo d'affari straniero Edward Selby Little (李德立) agì come negoziatore e facilitò l'accordo di pace. Concordarono che Yuan Shikai avrebbe costretto l'imperatore Qing ad abdicare in cambio del sostegno delle province del sud a Yuan come presidente della Repubblica. Dopo aver considerato la possibilità che la nuova repubblica potesse essere sconfitta in una guerra civile o da un'invasione straniera, Sun Yat-sen accettò la proposta di Yuan di unificare la Cina sotto il governo di Pechino di Yuan Shikai. Furono prese ulteriori decisioni per lasciare che l'imperatore regnasse sulla sua piccola corte nel Nuovo Palazzo d'Estate. Sarebbe trattato come un sovrano di un paese separato e avrebbe spese di diversi milioni di tael in argento.

## Istituzione della Repubblica
Il 29 dicembre 1911, Sun Yat-sen fu eletto come primo presidente provvisorio. Il 1º gennaio 1912 fu fissato come primo giorno del Primo Anno della Repubblica di Cina. Il 3 gennaio, i rappresentanti hanno raccomandato Li Yuanhong come vicepresidente provvisorio.
Durante e dopo la Rivoluzione del 1911, molti gruppi partecipanti volevano il proprio stendardo come bandiera nazionale. Durante la rivolta di Wuchang, le unità militari di Wuchang volevano la bandiera a nove stelle con Taijitu. Altri in competizione includevano il cielo blu di Lu Haodong con una bandiera del sole bianco. Huang Xing prediligeva una bandiera che portava il mitico sistema di «agricoltura a pozzo» dell'agricoltura del villaggio. Alla fine, l'assemblea fece un compromesso: la bandiera nazionale sarebbe lo stendardo di «Cinque razze sotto un'unica unione». Questa bandiera a strisce orizzontali rappresentava le cinque principali nazionalità della repubblica. Il rosso rappresentava Han, il giallo rappresentava Manciù, il blu per i mongoli, il bianco per gli Hui musulmani e il nero per i tibetani. Nonostante l'obiettivo generale delle rivolte di rimuovere i Manciù, Sun Yat-sen, Song Jiaoren e Huang Xing sostennero all'unanimità l'integrazione razziale da realizzare dalla terraferma alle frontiere.

### Incidente di Donghuamen
Il 16 gennaio, mentre tornava nella sua residenza, a Yuan Shikai fu tesa un'imboscata con un attentato dinamitardo organizzato dal Tongmenghui a Donghuamen (東華門), Pechino. Un totale di diciotto rivoluzionari furono coinvolti. Circa dieci delle guardie morirono, ma lo stesso Yuan non rimase gravemente ferito. Il giorno successivo inviò un messaggio ai rivoluzionari impegnando la sua lealtà e chiedendo loro di non organizzare altri tentativi di omicidio contro di lui.

### Abdicazione dell'imperatore
Zhang Jian redasse una proposta di abdicazione approvata dal Senato provvisorio. Il 20 gennaio, Wu Tingfang del governo provvisorio di Nanchino consegnò ufficialmente l'editto imperiale di abdicazione a Yuan Shikai per l'abdicazione di Pu Yi. Il 22 gennaio, Sun Yat-sen annunciò che avrebbe rassegnato le dimissioni alla presidenza a favore di Yuan Shikai se quest'ultimo avesse appoggiato l'abdicazione dell'imperatore. Yuan fece quindi pressione sull'imperatrice vedova Longyu con la minaccia che le vite della famiglia imperiale non sarebbero risparmiate se l'abdicazione non arrivasse prima che i rivoluzionari raggiungessero Pechino, ma se accettassero di abdicare, il governo provvisorio onorerebbe i termini proposti dalla famiglia imperiale.
Il 3 febbraio, l'imperatrice vedova Longyu diede a Yuan il pieno permesso di negoziare i termini di abdicazione dell'imperatore Qing. Yuan elaborò quindi la sua versione e la trasmise ai rivoluzionari il 3 febbraio. La sua versione consisteva in tre sezioni anziché due. Il 12 febbraio 1912, dopo essere stato sotto pressione da Yuan e altri ministri, Pu Yi (sei anni) e l'imperatrice vedova Longyu accettarono i termini di abdicazione di Yuan.

### Dibattito sulla capitale
Come condizione per cedere la leadership a Yuan Shikai, Sun Yat-sen insistette sul fatto che il governo provvisorio rimanesse a Nanchino. Il 14 febbraio, il Senato provvisorio votò inizialmente 20-5 a favore di rendere Pechino la capitale sopra Nanchino, con due voti per Wuhan e uno per Tianjin. La maggioranza del Senato voleva assicurarsi l'accordo di pace prendendo il potere a Pechino. Zhang Jian e altri argomentarono che avere la capitale a Pechino avrebbe verificato il ripristino dei Manciù e la secessione mongola. Ma Sun e Huang Xing discuterono a favore di Nanchino per bilanciare la base di potere di Yuan nel nord. Li Yuanhong presentò Wuhan come un compromesso.
Il giorno successivo, il Senato provvisorio votò di nuovo, questa volta, 19-6 a favore di Nanchino con due voti per Wuhan. Sun inviò una delegazione guidata da Cai Yuanpei e Wang Jingwei per convincere Yuan a trasferirsi a Nanchino. Yuan accolse con favore la delegazione e accettò di accompagnare i delegati a sud. La sera del 29 febbraio, scoppi e incendi scoppiarono in tutta la città. Furono presumibilmente avviati da truppe disubbidienti di Cao Kun, un fedele ufficiale di Yuan. Il disordine diede a Yuan il pretesto di rimanere nel nord per proteggersi dai disordini. Il 10 marzo, Yuan fu inaugurato a Pechino come presidente provvisorio della Repubblica di Cina. Il 5 aprile, il Senato provvisorio di Nanchino votò per rendere Pechino la capitale della Repubblica e si riunì a Pechino alla fine del mese.